# Station Forest Hill
Station Forest Hill is een spoorwegstation van London Overground aan de verlengde East London Line en Southern en Govia Thameslink Railway (Thameslink) aan de Brighton Main Line in Londen (hoewel laatstgenoemde maatschappij niet stopt op dit station). Station Forest Hill ligt in de Londense wijk Forest Hill in de London Borough of Lewisham, Zuid-Londen, Engeland.